# ترجالة
تَرْجَالَة أو تُرْجِيلَة (بالإسبانية: Trujillo)‏ هي مدينة وبلدية تقع في مقاطعة قصرش بمنطقة إكستريمادورا بغربي إسبانيا. بلغ عدد سكانها 10,296 نسمة عام 2007. وتبلغ مساحتها 655 كم2، وبذلك تكون كثافتها السكانية 0,02 نسمة\كم2. يبلغ ارتفاعها 564 م عن سطح البحر.

## توأمة
لترجالة اتفاقيات توأمة مع كل من:
- تروخيو
- تروخيو [الإنجليزية]‏
- Trujillo, Honduras [الإنجليزية]‏
- الماجرو
- Batalha, Portugal [الإنجليزية]‏
- Castegnato [الإنجليزية]‏
- سانتا في دي أنتيوكيا
- بيورا
- أورديثيا

## أعلام
- غونثالو بيثارو
- غاسبار دي كارفاغال
- هيرناندو بيزارو
- فرانثيسكو بيثارو
- خوان بيزارو

### مواضيع ذات علاقة
- إسبانيا.

### وصلات خارجية
- موقع رسمي
- نسخة محفوظة 25 أكتوبر 2008 على موقع واي باك مشين.
- نسخة محفوظة 5 أغسطس 2018 على موقع واي باك مشين.